# Megalepthyphantes bkheitae
Megalepthyphantes bkheitae là một loài nhện trong họ Linyphiidae.
Loài này thuộc chi Megalepthyphantes. Megalepthyphantes bkheitae được miêu tả năm 1992 bởi Robert Bosmans & Bouragba.